# Communauté de communes du Vièvre-Lieuvin
La communauté de communes du Vièvre-Lieuvin est une ancienne communauté de communes française qui regroupe quatorze communes dans le nord du département de l'Eure, dans la région du Lieuvin entre le pays d'Auge et la vallée de la Risle.

## Historique
Dans le cadre de la réforme des collectivités territoriales, une quatorzième commune, Noards, fait son entrée dans la communauté de communes le 1er janvier 2013.
Le 1er janvier 2017, elle fusionne avec pour les communautés de communes des cantons de Cormeilles et de Thiberville former la communauté de communes Lieuvin Pays d'Auge.

## Composition
| Nom                             | Code Insee | Gentilé             | Superficie (km2) | Population (dernière pop. légale) | Densité (hab./km2) |
| ------------------------------- | ---------- | ------------------- | ---------------- | --------------------------------- | ------------------ |
| Saint-Georges-du-Vièvre (siège) | 27542      | Géorgiens           | 10,19            | 827 (2014)                        | 81                 |
| Épreville-en-Lieuvin            | 27222      | Éprevillais         | 6,72             | 214 (2014)                        | 32                 |
| Lieurey                         | 27367      | Leucoroyaltains     | 18,21            | 1 433 (2014)                      | 79                 |
| Noards                          | 27434      | Noardais            | 4,21             | 58 (2014)                         | 14                 |
| La Noë-Poulain                  | 27435      |                     | 4,70             | 244 (2014)                        | 52                 |
| La Poterie-Mathieu              | 27475      |                     | 6,41             | 174 (2014)                        | 27                 |
| Saint-Benoît-des-Ombres         | 27520      |                     | 3,63             | 132 (2014)                        | 36                 |
| Saint-Christophe-sur-Condé      | 27522      | Saint-christophiens | 9,00             | 481 (2014)                        | 53                 |
| Saint-Étienne-l'Allier          | 27538      | Stéphanois          | 11,32            | 570 (2014)                        | 50                 |
| Saint-Georges-du-Mesnil         | 27541      | Saint-Georgiens     | 3,18             | 126 (2014)                        | 40                 |
| Saint-Grégoire-du-Vièvre        | 27550      | Saint-grégoriens    | 8,97             | 327 (2014)                        | 36                 |
| Saint-Jean-de-la-Léqueraye      | 27551      |                     | 4,67             | 57 (2014)                         | 12                 |
| Saint-Martin-Saint-Firmin       | 27571      | Saint-Martinois     | 6,37             | 301 (2014)                        | 47                 |
| Saint-Pierre-des-Ifs            | 27594      |                     | 6,17             | 295 (2014)                        | 48                 |